# Stephen Warnock
Stephen Warnock (Ormskirk, Inglaterra, 12 de diciembre de 1981), exfutbolista inglés. Jugaba de defensa y su último club fue el Burton Albion de la Football League Championship. 

## Selección nacional
Ha sido internacional con la Selección de fútbol de Inglaterra, ha jugado 11 partidos internacionales.

### Participaciones en Copas del Mundo
| Mundial                        | Sede      | Resultado   |
| ------------------------------ | --------- | ----------- |
| Copa Mundial de Fútbol de 2010 | Sudáfrica | 8° de final |

## Clubes
| Club             | País       | Año        |
| ---------------- | ---------- | ---------- |
| Bradford City    | Inglaterra | 2002-      |
| Liverpool FC     | Inglaterra | 2002-2003  |
| Coventry City    | Inglaterra | 2003-2004  |
| Liverpool FC     | Inglaterra | 2004-2007  |
| Blackburn Rovers | Inglaterra | 2007-2009  |
| Aston Villa      | Inglaterra | 2009- 2012 |
| Bolton Wanderers | Inglaterra | 2012       |
| Leeds United     | Inglaterra | 2013-2015  |
| Derby County     | Inglaterra | 2015-2016  |

## Palmarés

### Campeonatos nacionales
| Título  | Club         | País       | Año  |
| ------- | ------------ | ---------- | ---- |
| Copa FA | Liverpool FC | Inglaterra | 2006 |

### Copas internacionales
| Título                | Club         | País       | Año  |
| --------------------- | ------------ | ---------- | ---- |
| UEFA Champions League | Liverpool FC | Inglaterra | 2005 |
| Supercopa Europea     | Liverpool FC | Inglaterra | 2005 |